# ARPANET
Az ARPANET (angolul: Advanced Research Projects Agency Network) amerikai tudományos intézetek között kialakított számítógép-hálózat. Az első szélesebb körben kiépített nagy kiterjedésű csomag-kapcsolt hálózat. A működtetéséhez kifejlesztett megoldások jelentették az alapját az azóta széleskörben elterjedt Internetnek.

## Története
Kezdetben a hang- és adatkommunikáció a hagyományos telefonhálózatban alkalmazott vonalkapcsolás módszerén alapult, ahol minden egyes telefonhíváshoz dedikált, végponttól végpontig tartó elektronikus kapcsolat jön létre a két kommunikáló állomás között. Ezeket a kommunikációs csatornákat olyan telefonközpontok hozzák létre, amik egymás között is több köztes vonalat kapcsolnak össze kizárólag a dedikált csatorna számára.
Az Amerikai Védelmi Minisztérium (angolul: Department of Defense, röviden: DoD) felismerve a hagyományos telefonvonalak sebezhetőségét – ami egy esetleges katonai támadás esetén a telefonközpontokra mért csapással megbénítható –, az 1960-as évek elején megbízást adott a RAND Corporation nevű cégnek, ahol az egyik munkatárs, Paul Baran kidolgozott egy hibatűrő rendszert, amely redundáns kapcsolatokat hoz létre a kapcsolóközpontok között és digitális csomagkapcsoló megoldást ajánl a jelek nagyobb távolságokon történő továbbításához. Az elgondolásnak megfelelő rendszert eleinte nem tartották kivitelezhetőnek, végül 1967-ben az Egyesült Államok Honvédelmi Minisztériumának Kutató Intézetében (angolul: Advanced Research Projects Agency, röviden: ARPA) Larry Roberts megbízást kap a megvalósítást célzó projekt irányítására.

ARPANET térképe 1974-ben

Az Egyesült Államokban az ARPA által létrehozott ARPANET, az egyetemek és a fontosabb intézmények központi számítógépei között teremtette meg a kapcsolatot.
Az egyetemek „szuperszámítógépeinek” összekapcsolásának részben anyagi okai voltak: az USA kormányai nem kívánták tovább finanszírozni a méregdrága – új – gépek vásárlását, s inkább azt javasolták, hogy osszák meg egymás között a lehetőségeket (számítások, adatok továbbítása).
Az 1960-as évek végén a Bolt, Beranek és Newman nevű cég nyerte meg a hálózat megépítésére kiírt pályázatot. Megtervezték a mai útvonal-választók (router) elődjét, majd ezeket az USA négy egyetemén (3 Kaliforniában, 1 Utahban) üzembe is helyezték. 1969. szeptember 2-án megszületett az ARPANET, amelyet akkor még telefonvonalak kötöttek össze.
Mivel a számítógépes kommunikációban sokszor fordul elő az, hogy egy-két percig rengeteg a feldolgozni való adat, majd jó sokáig szinte semmi sem történik, ezért nem igazán szerencsés, ha két számítógép folyamatosan lefoglal egy vonalat. Ennek a problémának a feloldására irányultak a korai kutatások, majd így került kifejlesztésre az úgynevezett csomagkapcsolt hálózat. Ebben az esetben a kommunikáció úgy történik, hogy az adatokat kisebb csomagokra bontják, amelyek mindegyikét megfelelő azonosítással látják el (küldő címe, célállomás címe, csomagok sorszáma stb.). Ezeket a csomagokat aztán a hálózat lebontja bitek sorozatára, amit a számítógépek a vonalra tesznek. A célállomások a bitekből és a csomagokból felépítik az eredeti üzenetet.
Az ARPANET fejlesztését erősen befolyásolták katonai célok is. Egyrészt hardver-független protokollok, másrészt olyan hálózat kifejlesztését kívánták, amely ellenállna és stabilan működne tovább a hálózat egyes részeinek kiesése után is. Ellenben nem volt céljuk egy olyan hálózat kifejlesztése, ami egy esetleges atomcsapás után is üzemképes maradt volna. A sikeres kutatómunka eredményét egy 1978-ban végrehajtott teszttel mutatták be, amelyben egy kaliforniai autópályán haladó kamionban elhelyezett számítógép rádióhullámok segítségével küldött adatokat egy közeli gazdagéphez. Az adatok az ARPANET-en keresztül az Egyesült Államok másik felébe, majd onnan egy műhold közvetítésével Londonba jutottak.
Az ARPANET-et eredetileg csak az állományok átvitelére fejlesztették ki. A felhasználók azonban hamarosan elektronikus levelezést és levelezési listákat követeltek és kaptak. Nyilvánvalóvá vált, hogy az ARPANET a tudományos együttműködés és haladás szempontjából nagyon fontos szerepet tölt be. Mivel azonban a hálózatot csak a Védelmi Minisztériummal szerződésben álló intézmények használhatták, ezért megoldást kellett keresni a többi egyetem számára is. 1983-ban, amikor a hálózatról leválasztották a katonai jellegű részt (ez lett a MILNET), egyfajta internet alakult ki, amelynek gerincét az ARPANET adta. Azonban a probléma továbbra is fennállt, mert az ARPANET eredetileg a Védelmi Minisztérium hálózata volt. Ezért az 1980-as évek vége felé a National Science Foundation létrehozta az NSFNET hálózatot, amely az ARPANET-et váltotta fel. Maga az ARPANET 1990-ben megszűnt.
Az ARPANET 1978. őszétől volt elérhető Magyarországról.